# Azza Besbes
Azza Besbes (in arabo عزة بسباس‎?; 28 novembre 1990) è una schermitrice tunisina, specializzata nella sciabola. È stata cinque volte campionessa africana e ha partecipato alle Olimpiadi del 2008, 2012 e 2016, piazzandosi rispettivamente 7º, 9º e 5º.

## Biografia
Ha partecipato ai Giochi olimpici di Pechino 2008, di Londra 2012 e di Rio de Janeiro 2016.

## Palmarès
- Mondiali

Lipsia 2017: argento sciabola individuale
- Giochi del Mediterraneo

Mersin 2013: bronzo nella sciabola individuale